# Subachoque (rijeka)
Subachoque je rijeka u Kolumbiji, desna pritoka rijeke Bojace. Pripada porječju rijeke Magdalene.